# Обретение мощей

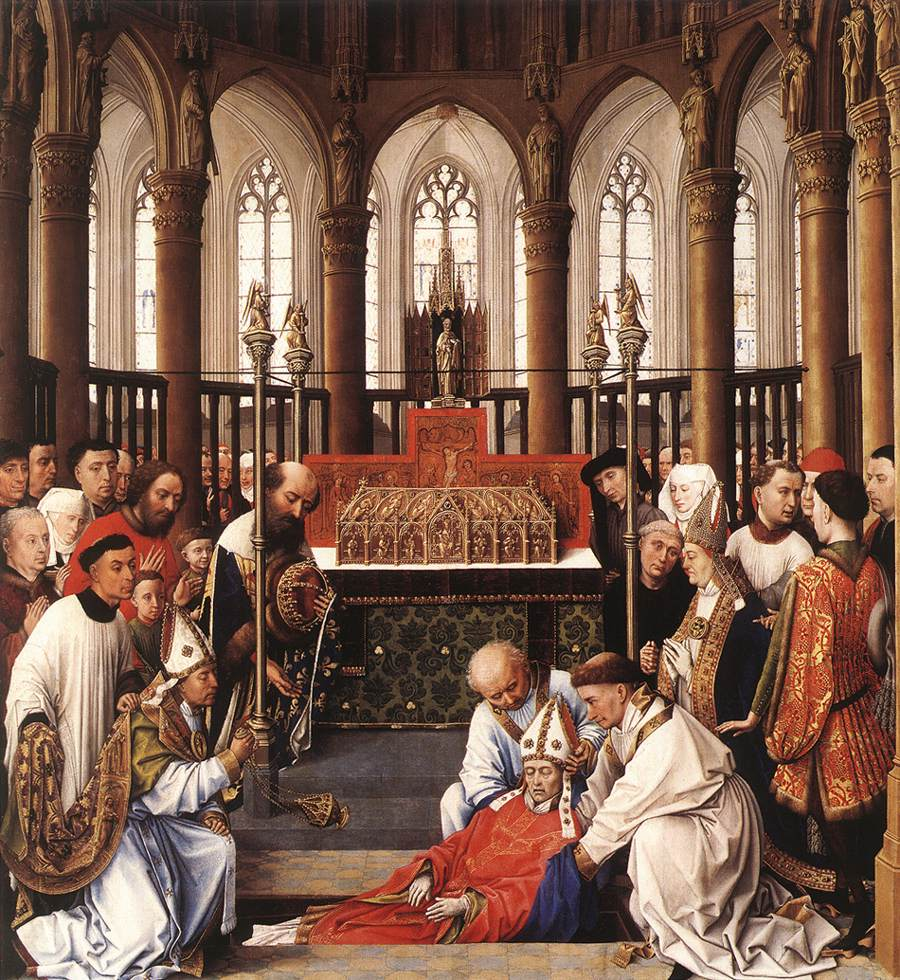
Рогир ван дер Вейден. Обретение мощей святого Губерта в церкви святого Петра во Льеже (ок. 1437)

Обре́тение моще́й — процесс нахождения (открытия, обнаружения, эксгумации) останков (мощей) христианина, причисляемого Христианской церковью к лику святых. Связан с освидетельствованием останков и перенесением их в храм для всеобщего почитания до, во время или после канонизации. С древних времён окружен молитвенным обрядом. В память об обретении мощей устанавливаются отдельные дни памяти святых.

## История
Почитание останков мучеников за веру известно с первых веков христианской истории. В период гонений верующие употребляли все средства для того, чтобы получить в своё обладание тела мучеников, а места их погребения становились святилищами, где на их гробах совершалось христианское богослужение. В ранний период гробницы оставались закрытыми, позднее возникает традиция извлекать из них мощи и помещать в храмах в специальных раках.
К ранним и наиболее значимым случаям обретения мощей церковная история относит:
- обретение главы Иоанна Крестителя (три случая: не ранее IV века, в 320-е годы и в 850 году)[5][6];
- открытие мощей святых Гервасия и Протасия Амвросием Медиоланским 19 июня 387 года. Открытие произошло в разгар арианских споров и способствовало победе православных[7];
- обретение мощей Первомученика Стефана в 415 году палестинским священником Лукианом в Кафар-Гамале[англ.], который описал это событие в «Послании ко всем Церквам об открытии мощей мученика Стефана»[8][9]. Это обретение произошло в разгар пелагианских споров на проходящем неподалёку от Иерусалима в Диосполе (Лидда, современный Лод) соборе; обладание святыми мощами для иерусалимского епископа Иоанна способствовало повышению его духовного авторитета в борьбе с пелагианами[10];
- обретение мощей апостола Варнавы, которое, согласно «Энкомию» Александра Кипрского, произошло после того, как апостол трижды во сне явился саламинскому архиепископу Анфемию и указал место своего погребения[11]. Обретение мощей Варнавы помогло Кипрской церкви в споре с Антиохийским патриархатом и способствовало утверждению её автокефалии.

История Церкви знает как единичные случаи открытия мощей, так и массовые мероприятия. Так, в катакомбах Рима в 537 году при осаде города Витигесом гробницы святых были вскрыты, и их мощи перенесены в городские церкви. Это было первое извлечение реликвий из катакомб, последующие записи хронистов сообщают о более масштабных акциях:
- папа Бонифаций IV по случаю освящения Пантеона вывез из катакомб тридцать две повозки с мощами святых;
- при папе Пасхалии I, согласно надписи в базилике Санта-Прасседе, было извлечено из катакомб две тысячи триста мощей святых[13].

Обретение святых мощей в средневековье всегда принимало характер общественно значимого события, что засвидетельствовано как письменными, так и изобразительными памятниками. Древние хроники фиксировали обретение мощей наряду с освящением церквей, землетрясениями и визитами важных государственных деятелей.

## Значение при канонизации
Обретение мощей не является достаточным условием для канонизации, так же как и отсутствие их — препятствием для неё. Для прославления святого требуется ряд оснований, главное из которых — чётко фиксированные чудеса по молитвам к нему. В связи с этим в отношении мощей святых в деяниях о канонизации делаются следующие указания: 
Честные их останки, у коих такие обретаются, считать святыми мощами; а у коих не обретаются, оставить на Божие произволение.

## Перенесение мощей

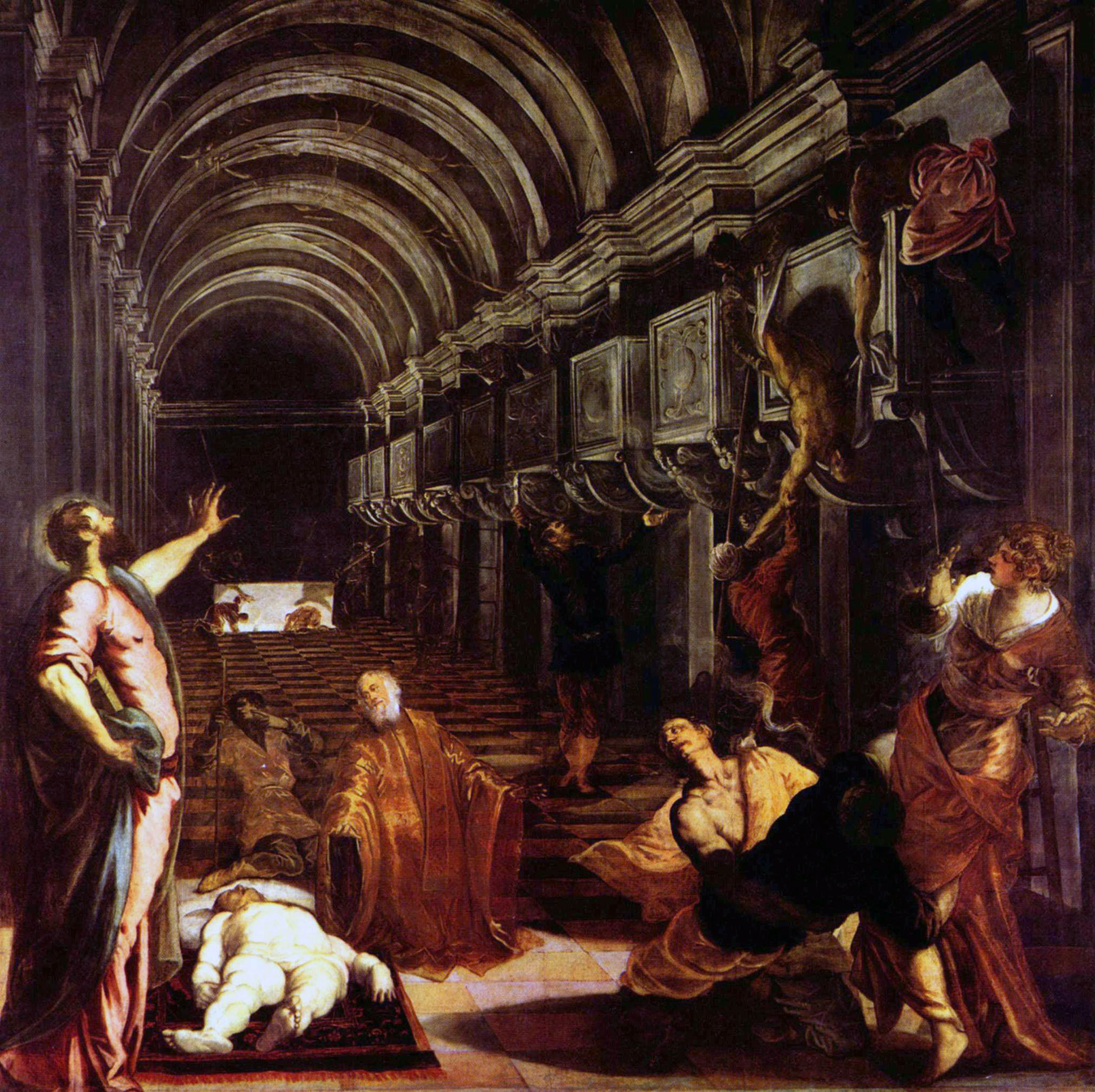
Якопо Тинторетто. Обретение мощей апостола Марка (ок. 1562 года, Пинакотека Брера)

С обретением мощей тесно связано их перенесение, особенно в случае их нахождения вне храма. Так, после обретения мощей Первомученика Стефана в окрестностях Иерусалима их перенесли в Константинополь, где их встречала императрица Пульхерия. Это событие запечатлено на рельефе из слоновой кости (Трир, VI век), который является одним из самых ранних изображений подобных церемоний.
Перенесение мощей в церковной истории бывает связано с разорением городских и монастырских храмов во время войн и др. Одним из примеров такого перенесения является перемещение мощей преподобного Венедикта Нурсийского в аббатство Флёри (Франция) из монастыря Монтекассино (Италия) в связи с разорением последнего лангобардами.
В честь перенесения мощей устанавливаются отдельные дни памяти святых. Например, 2 (15) августа — перенесение из Иерусалима в Константинополь мощей первомученика архидиакона Стефана, 9 (22) мая — перенесение мощей Николая Чудотворца из Миры в Бари, 31 мая (13 июня) — перенесение мощей святителя Филиппа Московского из Соловецкого монастыря в Москву и другие.
Перенесение мощей бывает связано с их повторным обретением. Так, в 828 году венецианские купцы, прибыв в Александрию, узнали, что мусульмане начали разрушение христианских храмов для возведения мечетей. Они решили спасти мощи евангелиста Марка, вывезя их к себе на родину. Они нашли их в церкви, построенной в 310 году над могилой апостола, которая предназначалась под снос. В Венеции для мощей был построен величественный собор, а дата их прибытия в Венецию (31 января 829 года) стала ежегодным городским праздником. При перестройке собора в конце XI века мощи евангелиста были утеряны, а затем повторно обретены чудесным образом в тайнике, находившемся в пилястре базилики.